# 岸一郎
岸 一郎（きし いちろう、1894年（明治27年）10月13日 - 1969年（昭和44年）4月3日）は、日本の野球選手、監督。

## 来歴・人物
福井県敦賀市出身。旧制早稲田中学（現・早稲田中学・高校）、早稲田大学、満鉄と一貫してエースを務め、早大時代のチームメイトである市岡忠男や満鉄時代に対戦した内村祐之からも投手として高い評価を受けていた。後に台湾に渡り、満鉄の関連会社に勤務する。戦後は兵庫県立神戸高等商業学校の監督を1年務めた。
試合中の不祥事の責任を取って、シーズン終了とともに退団した松木謙治郎の後任として、1955年、大阪タイガース監督に就任。中央球界で全く無名であったため世間を驚かせた。岸起用の経緯については諸説あるが、上田賢一の『猛虎伝説』（集英社新書、2001年、）によると、オーナー野田誠三が所用で運輸省を訪れた際、雑談として次期監督を探していると話したところ、岸を紹介され、断り切れなかったとされる（毎試合のように球団に投書を送り指南をしていたところ、目をつけられたという説もある）。
監督に就任した岸は、意欲的に戦力の新旧交替に着手していった。投手陣では衰えの見え始めていた真田重蔵、藤村隆男、梶岡忠義に代えて若手の渡辺省三、大崎三男、西村一孔、小山正明を起用し、先発ローテーション制を導入した。また野手では投手から転向した田宮謙次郎を4番に据え、サードに若手の三宅秀史を抜擢した。
しかし、藤村富美男が試合中に公然と監督命令に逆らう（岸監督が出塁した藤村に代走を送ったところ、「まだ回が早いから」と代走に起用された選手をベンチに追い返した）など、ベテラン勢からの反発に遭った。真田重蔵は後年の取材に「30歳以下の選手しか使わん、得意の球を若い者に教えてやってくれと言われて冗談ではないと思った」と述べている。これに対し、奥井成一は「若い者しか使わないと言ったのではなく、調子のいい者を使っていくと言った」という。対巨人戦9連敗が響き、33試合目を終えたところで、5月21日に病気療養の名目で休養。手術を行うためとの発表もあったが、本人曰く実際にはしていないとのこと。その後藤村が後任（選手兼任）となった。
休養後も二軍のグラウンドへ定期的に訪れ、若手投手陣たちに声をかけていた。その後1956年、2年契約で技術顧問として球団に残っていたが実際に行った業務は二軍のグラウンドにいったり、スカウトの手伝いとしてアマチュアの投手を観に行く等のものだったという。
岸に関してはその後、揶揄的に取り上げられることが多かったが、起用した若手選手たちは、みな球界で何らかの足跡を残した選手たちばかりであった（ちなみに、同年新人王に輝いた西村一孔がたった4年で現役引退せざるを得なかったのは、後任の藤村監督がローテーションの概念を無視して酷使したためといわれている）。
1969年4月3日死去。没年月日は、評伝を書いた村瀬秀信が、岸の甥の息子（岸の妹の孫）に墓所の永建寺（敦賀市）にある過去帳の確認を依頼した結果、判明している。

## 詳細情報

### 通算監督成績
- 33試合 16勝17敗 勝率 .485

### 背番号
- 30 （1955年）